# Wake Forest
Wake Forest is een plaats (town) in de Amerikaanse staat North Carolina, en valt bestuurlijk gezien onder Wake County.

## Demografie
Bij de volkstelling in 2000 werd het aantal inwoners vastgesteld op 12.588.
In 2006 is het aantal inwoners door het United States Census Bureau geschat op 22.651, een stijging van 10063 (79.9%).

## Geografie
Volgens het United States Census Bureau beslaat de plaats een oppervlakte van
20,5 km², waarvan 20,2 km² land en 0,3 km² water. Wake Forest ligt op ongeveer 118 m boven zeeniveau.

## Plaatsen in de nabije omgeving
De onderstaande figuur toont nabijgelegen plaatsen in een straal van 24 km rond Wake Forest.